# Hotel Libenský (Poděbrady)
Hotel Libenský je původně secesní hotel postavený v roce 1912 podle projektu architekta Jiřího Justicha z roku 1911 na náměstí Tomáše Garrigue Masaryka v Poděbradech. Centrální lázeňský hotel se nachází ve střední části lázeňského parku, přímo naproti květinovým hodinám, v sousedství funkcionalistického Hotelu Bellevue Tlapák. Provozovatelem a majitelem hotelu jsou Lázně Poděbrady, a.s..

## Historie
Poděbradské lázně byly založeny roku 1908. V blízkosti nejstarší budovy tzv. Knížecích lázní turecký podnikatel A. Arsinjan roku 1912 vystavěl Hotel U krále Jiřího. Hotel roku 1911 navrhl architekt Jiří Justich. Hotel měl 60 komfortně vybavených pokojů, v budově se také nacházela kavárna, vinárna a zahrada s tanečním parketem. Luxusní hotel byl od počátku využíván mnoha významnými osobnostmi veřejného života. Ukrajiští uprchlíci z ruské občanské války ve městě roku 1921 založili vlastní školu. Do roku 1924 využívali Hotel U krále Jiřího pro ubytování svých pedagogů a studentů. Několik let zde žila také básnířka Olena Teliha.
Roku 1924 hotel koupily lázně, které jej přestavěly a rozšířili o moderní Vyšetřovací a léčebný ústav, založený a řízený Václavem Libenským. Ten zahájil provoz 26. dubna 1926. Roku 1969 byla budova přestavěna a rozšířena o nové severní křídlo. Zároveň byla přejmenována na Hotel Libenský. Roku 2015 byla dokončena rekonstrukce hotelu, po které má hotel kapacitu 211 lůžek ve 57 jednolůžkových a 78 dvoulůžkových pokojích a čtyřech apartmánech.